# Gebrüder Fichtner

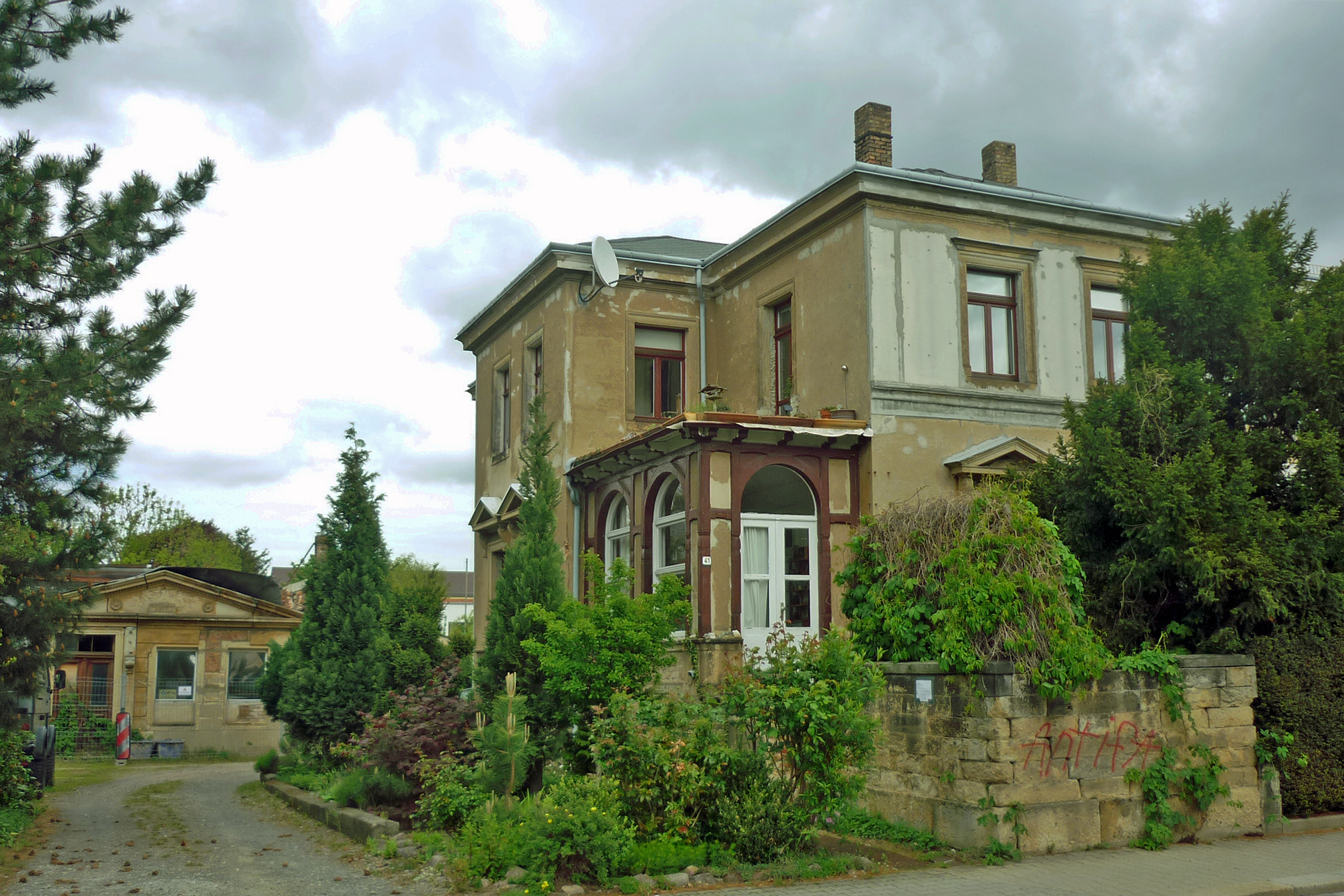
Ehem. Villa Fichtner mit dem Baugeschäft (links) in Dresden, Würzburger Str. 41

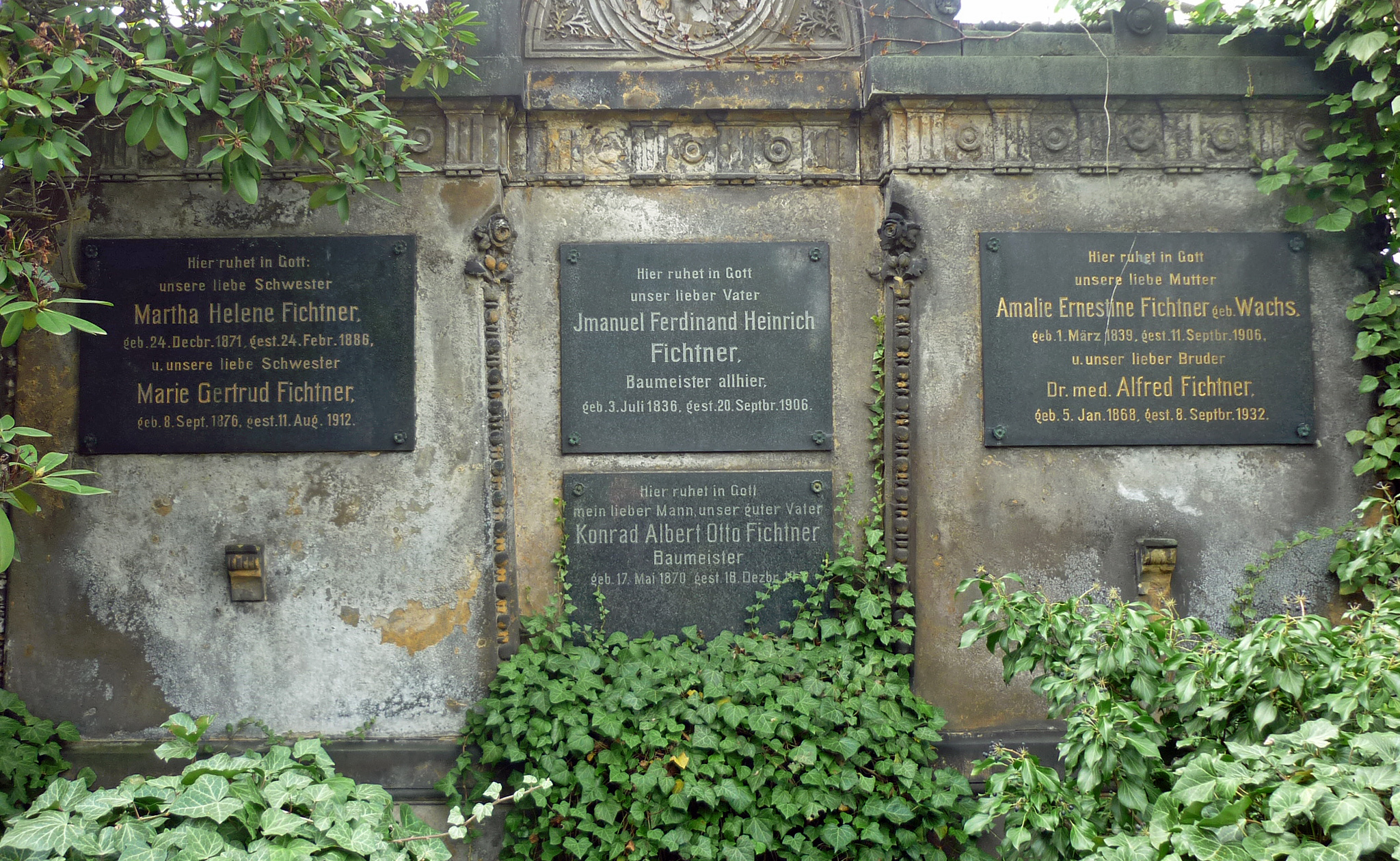
Grabstätte Fichtner auf dem Inneren Plauenschen Friedhof in Dresden

Gebrüder Fichtner war ein „Baugeschäft mit Büro für Architektur und Bauausführung“ in Dresden-Plauen, Würzburger Str. 41 (bis 1903: Reisewitzer Str. 18), das bis 1937 gemeinsam von den beiden
Baumeistern
- Konrad Albert Otto Fichtner (* 17. Mai 1870; † 16. Dezember 1941), wohnte in Dresden-Plauen, Würzburger Str. 41 und
- William Fichtner (* 17. Oktober 1865; † 24. Juli 1937), wohnte in Dresden-Plauen, Hohe Straße 50

betrieben wurde. Das Büro wurde nach dem Tod von William Fichtner von Albert Fichtner allein weitergeführt. Ein weiterer Bruder war der Arzt Alfred Fichtner (* 5. Januar 1868; † 8. September 1932).
Der Vater dieser Brüder und Gründer der Firma war der Baumeister Immanuel Ferdinand Heinrich Fichtner (* 3. Juli 1836; † 20. September 1906), der gemeinsam mit den Söhnen Albert und Alfred auf dem Inneren Plauenschen Friedhof (Altplauen 5) beigesetzt wurde.
William Fichtner ist mit seinen Söhnen:
- Kurt Fichtner (* 22. April 1895; † 10. September 1979), Architekt
- Johannes Fichtner (* 24. November 1897; † 4. Dezember 1930)

auf dem Äußeren Plauenschen Friedhof (Bernhardstr. 141) beigesetzt.

## Bauten
Die Bauten von Ferdinand Fichtner und der Gebrüder Fichtner sind noch heute in den Dresdner Vorstädten zu finden. Es handelt sich dabei sowohl um private Bauten (Villen, Wohnhäuser) als auch um öffentliche Bauten (Schulen, Kirchen, Pfarrhäuser).
Es werden die Bauten genannt, die von Ferdinand Fichtner bzw. den Gebrüdern Fichtner entworfen oder ausgeführt wurden.

### Bauten von Ferdinand Fichtner
- Schule in Coschütz, Kleinnaundorfer Straße 6 (1875)[1]
- Schule Plauen, Schleiermacherstraße 8 (1875/76, Erweiterung 1898), unter Denkmalschutz ID-Nr. 09212078[1]
- Schulhaus Naußlitz, Wendel-Hipler-Straße 13 (1879, nach 1900 abgebrochen)[1][2]
- Saalgebäude „Westendschlösschen“ in Plauen, Chemnitzer Straße 117, Architekt: H. Pfütze unter Mitarbeit von William Fichtner (1886, 1945 zerstört)[1]
- Villa Fichtner in Plauen, Würzburger Straße 41 (um 1890, Baukontor 1917), unter Denkmalschutz ID-Nr. 09216022
- Villa in Plauen, Hohe Straße 80 (1893/94)[1]
- Villa Dr. Rentzsch in Plauen, Bienertstraße 43 (vor 1900, 1945 zerstört)[1]
- Bienertsches Tanzhaus im Garten der Bienertvilla in Plauen, Altplauen 21 (vor 1900, nur noch Reste vorhanden)[1]

### Bauten der Gebrüder Fichtner
- Rathaus Plauen, Nöthnitzer Straße 2, Architekten: William Lossow und Hermann Viehweger (vom Architektenbüro Lossow & Viehweger), Ausführung: Gebrüder Fichtner (1893/94), unter Denkmalschutz ID-Nr. 09212059[3]
- Parkschänke am Westendpark in Plauen, Großmannstraße 1 (1894/95)[4]
- Fichteturm (ehem. Bismarckturm) in Plauen, Großmannstraße 7, unter Mitarbeit von William Fichtner (1896), unter Denkmalschutz ID-Nr. 09212127[1][5]
- Pfarrhaus Coschütz, Windbergstraße 20 (1900), unter Denkmalschutz ID-Nr. 09211901[1]
- Mietshäuser in Plauen (um 1900), Zwickauer Straße 95 und 97 am Zwickauer Platz (unter Denkmalschutz ID-Nr. 09216105 und 09216108), Zwickauer Straße 103 und 105 (unter Denkmalschutz ID-Nr. 09212208 und 09212209), Zwickauer Straße 138 und 140 Ecke Bienertstraße[1]
- Villa in Dresden-Plauen, Reisewitzer Straße 42[6]
- Auferstehungskirche in Plauen, Altplauen 5, Architektenbüro Lossow & Viehweger, Ausführung: Gebrüder Fichtner (1900–1902), unter Denkmalschutz ID-Nr. 09212057[7]
- Gemeindehaus der Auferstehungskirche in Dresden-Plauen, Reckestraße 6, Architekt: Max Wrba (1911/12), unter Denkmalschutz ID-Nr. 09212085[1]
- König-Albert-Denkmal Freital auf dem Windberg (1903/04) nach einem Entwurf des Dresdner Architekten Max Hans Kühne, unter Denkmalschutz ID-Nr. 08964020[8]
- Villa Jährig in Plauen, Würzburger Straße 75 (1902, 1945 zerstört)[1]
- Villa Dr. Baum in Dresden-Plauen, Westendstraße 21, Architekt: William Fichtner (1904/05), unter Denkmalschutz ID-Nr. 09212152[1][9][10]
- Villa Constanze in Roßwein, Böhrigener Straße 4 – Jugendstilvilla in originalem Erhaltungszustand, Architekt: William Fichtner (1905), unter Denkmalschutz ID-Nr. 09205841[9]
- Schule in Coschütz, Kleinnaundorfer Straße 6 (Neubau 1907)[1]
- Wohn- und Geschäftshaus in Dresden, Wallstraße 15 (1913, 1945 zerstört)
- Wohn- und Geschäftshaus in Dresden, Webergasse 32 Ecke Wallstraße 15 (1913, 1945 zerstört)
- Bienertsche Brotfabrik in Dresden-Plauen, Altplauen 11–15, Architekt: Carl Schümichen (1863–1933), Ausführung in Stahlbetonbauweise: Gebrüder Fichtner zusammen mit Dyckerhoff & Widmann (1913 und 1918), unter Denkmalschutz ID-Nr. 09212080[1][11]
- Sängerhalle des 1. Sächsischen Sängerbundfestes, an der Elbe (Käthe-Kollwitz-Ufer), Architekt: Ernst Noack, Ausführung: Gebrüder Fichtner zusammen mit Louis Geyer Nachf. (1925, nur temporärer Bau)[1]
- Paul-Gerhardt-Kirche in Dresden-Gittersee, Friedhofstraße 10, Architekt: Woldemar Kandler, Bauausführung: Gebrüder Fichtner (1897, Umbau 1928), unter Denkmalschutz ID-Nr. 09211931[1][12][13]

## Galerie von ausgeführten Bauten

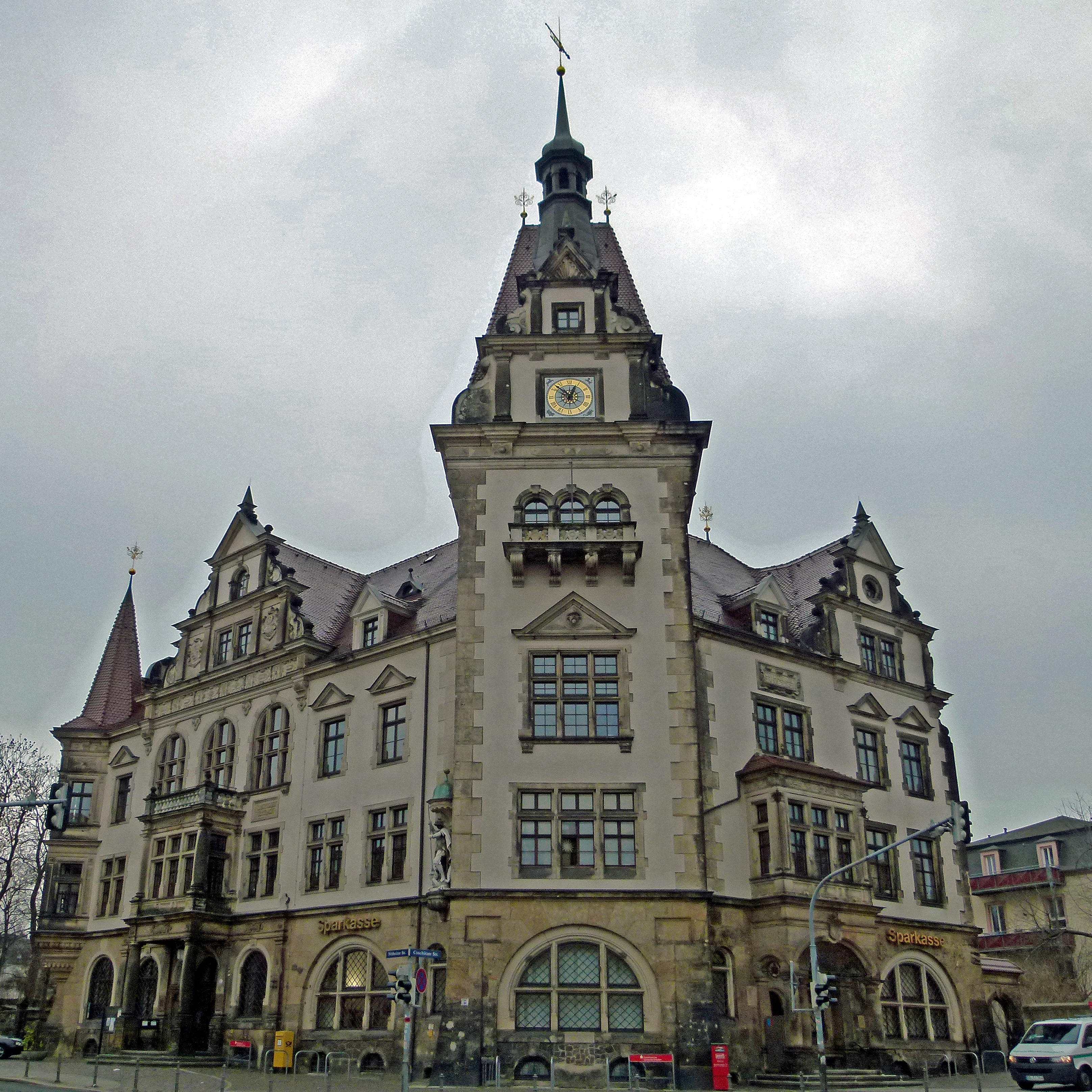
Rathaus Dresden-Plauen
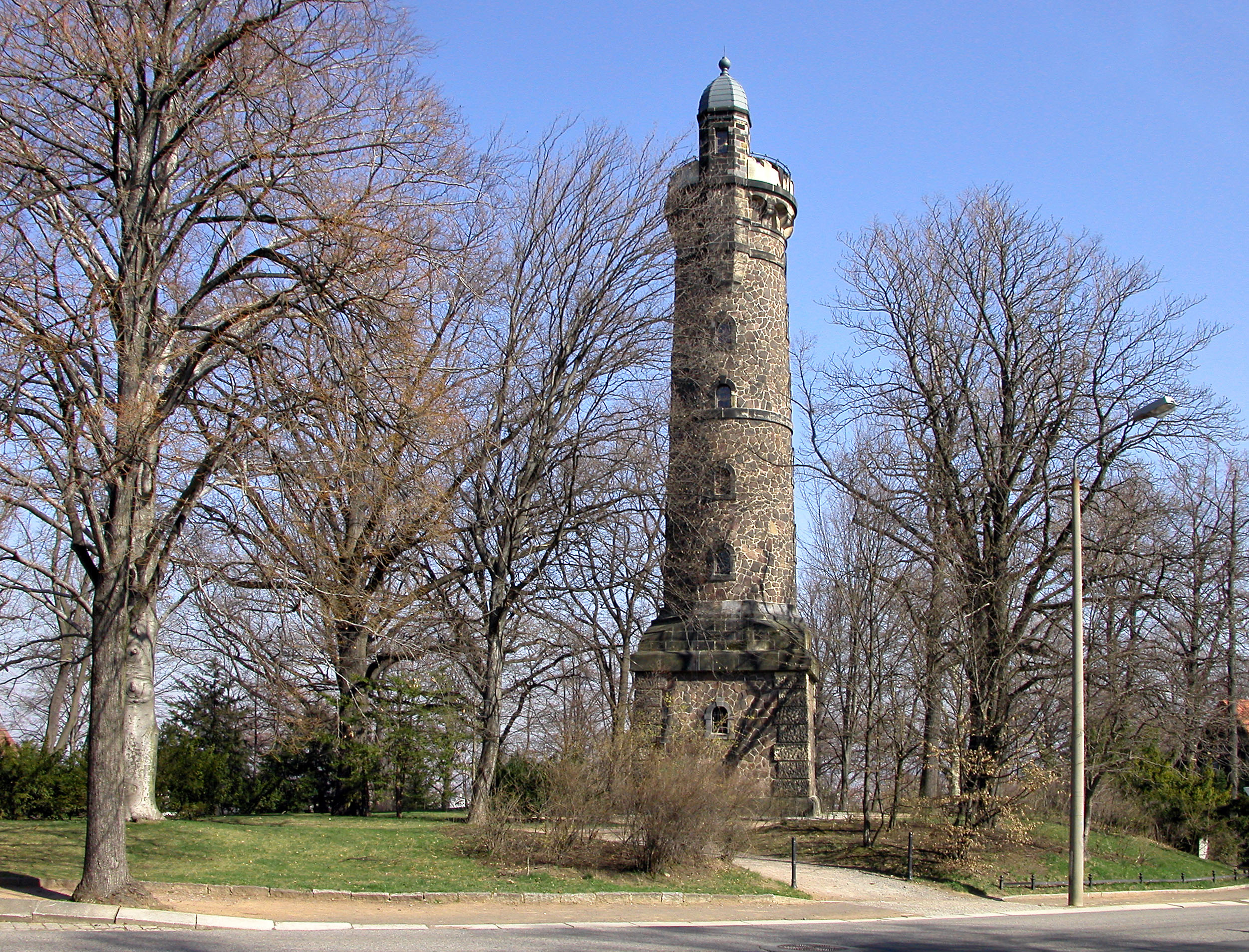
Fichteturm in Dresden-Plauen
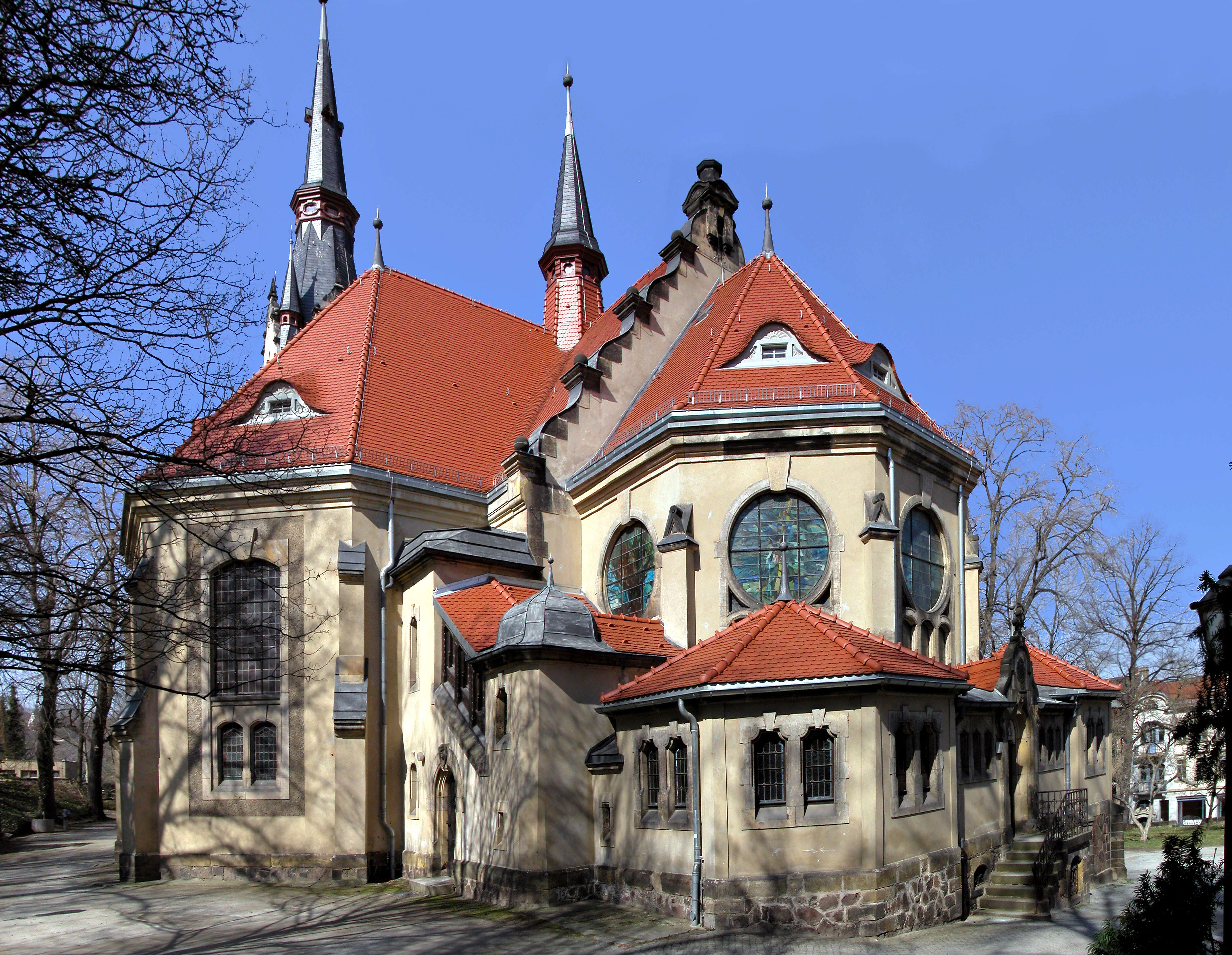
Auferstehungskirche Dresden-Plauen
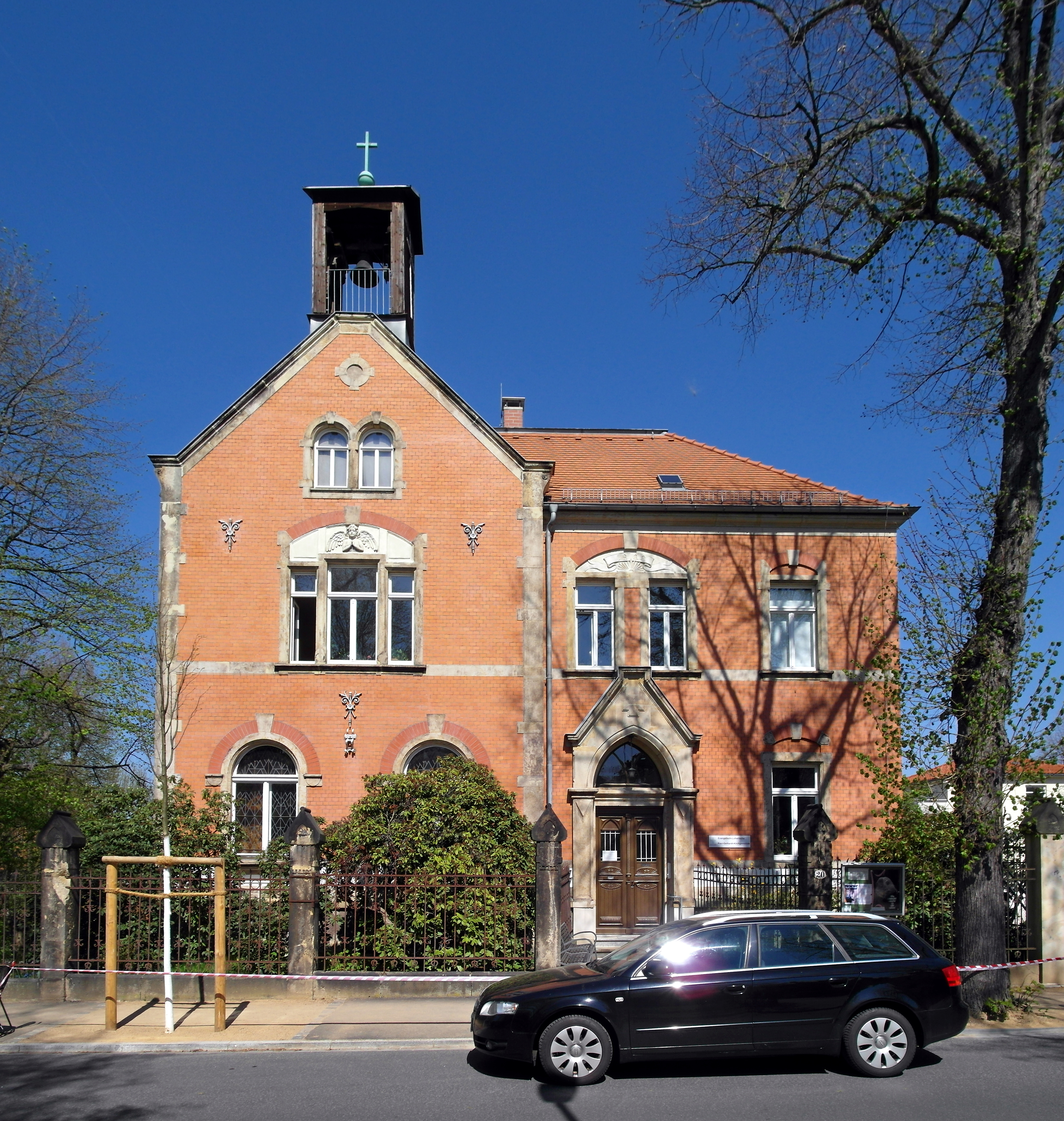
Pfarrhaus in Dresden-Coschütz
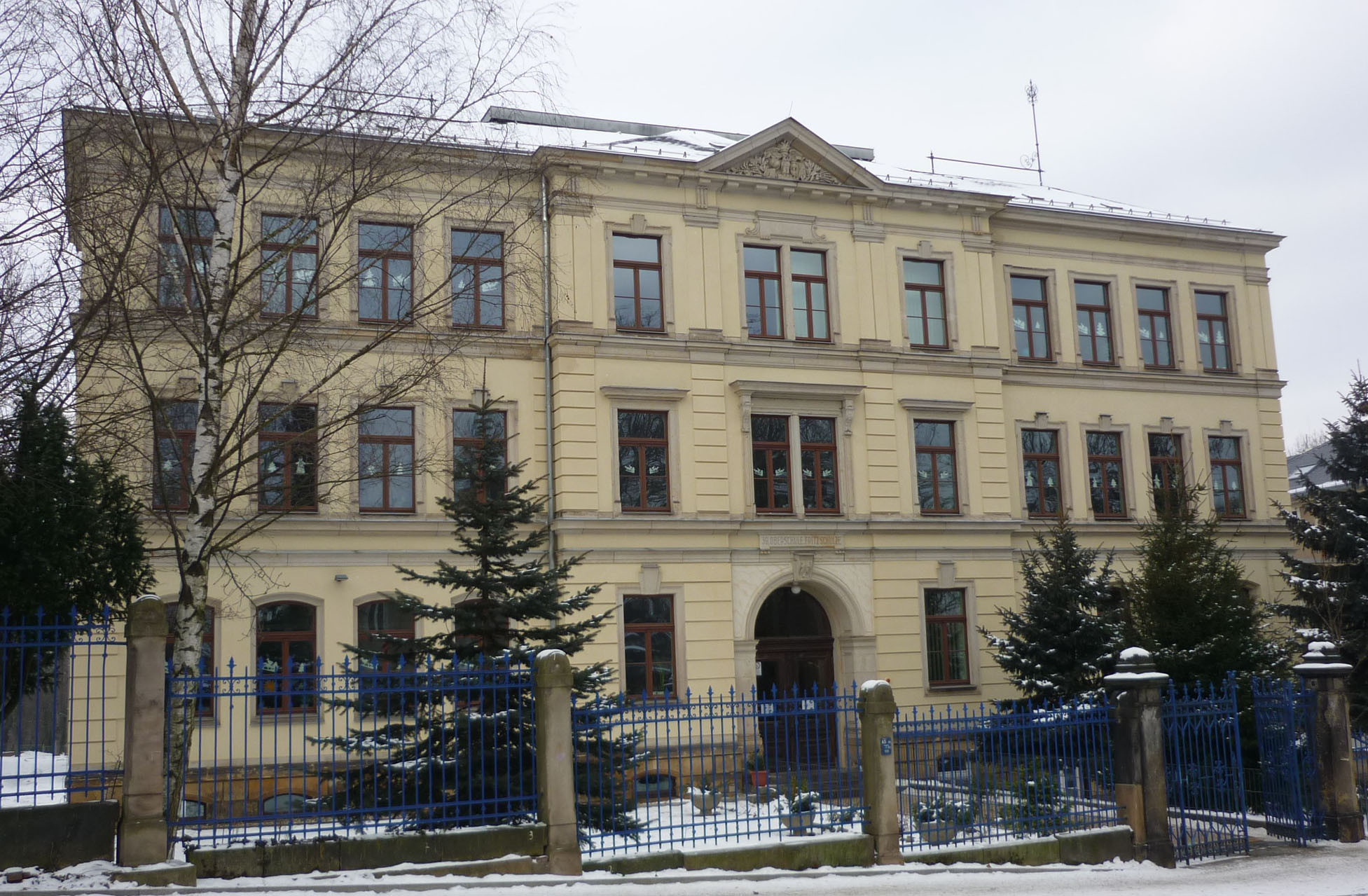
Grundschule in Dresden-Plauen
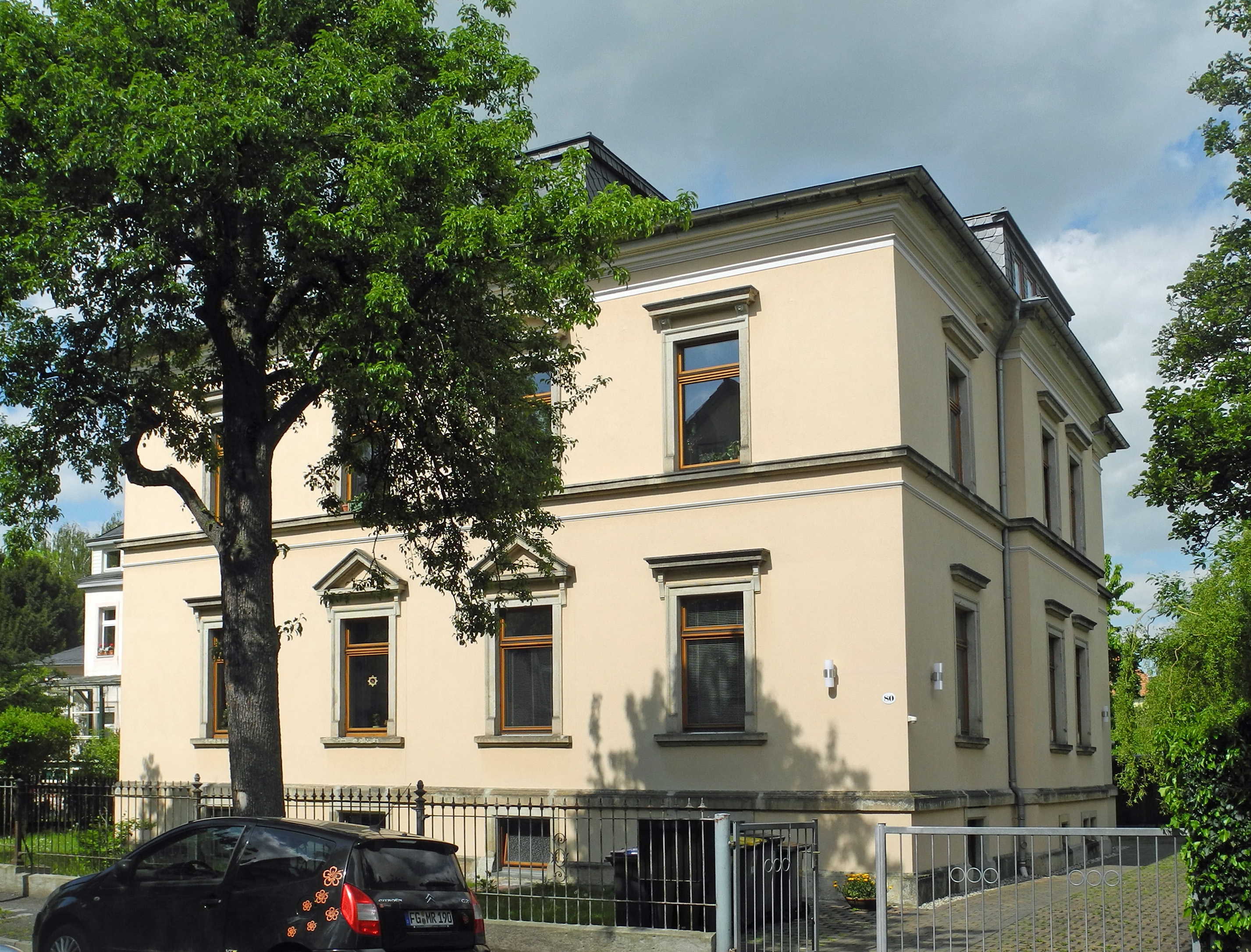
Villa in Dresden, Hohe Straße 80
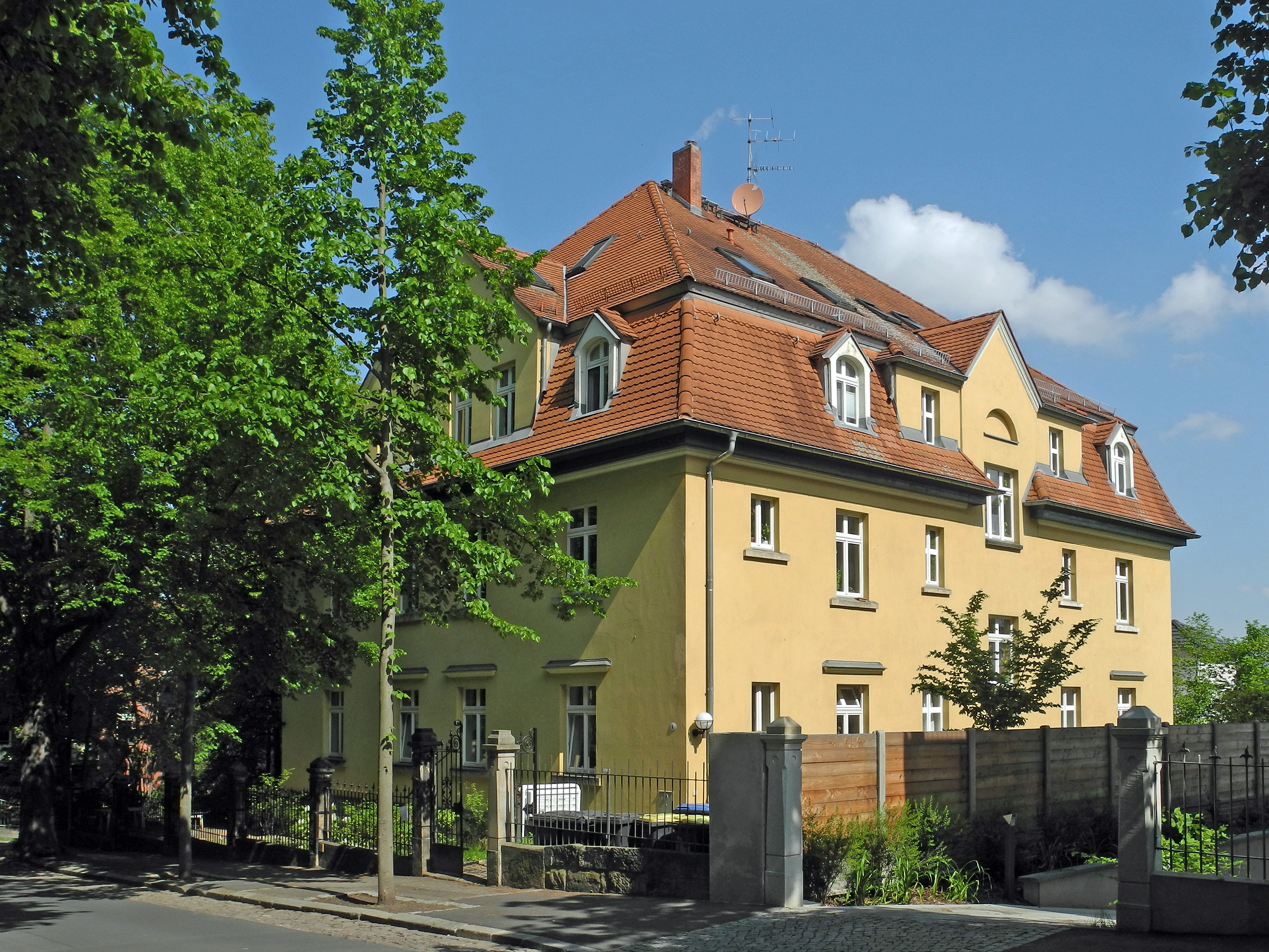
Wohnhaus in Dresden-Plauen, Großmannstr. 1
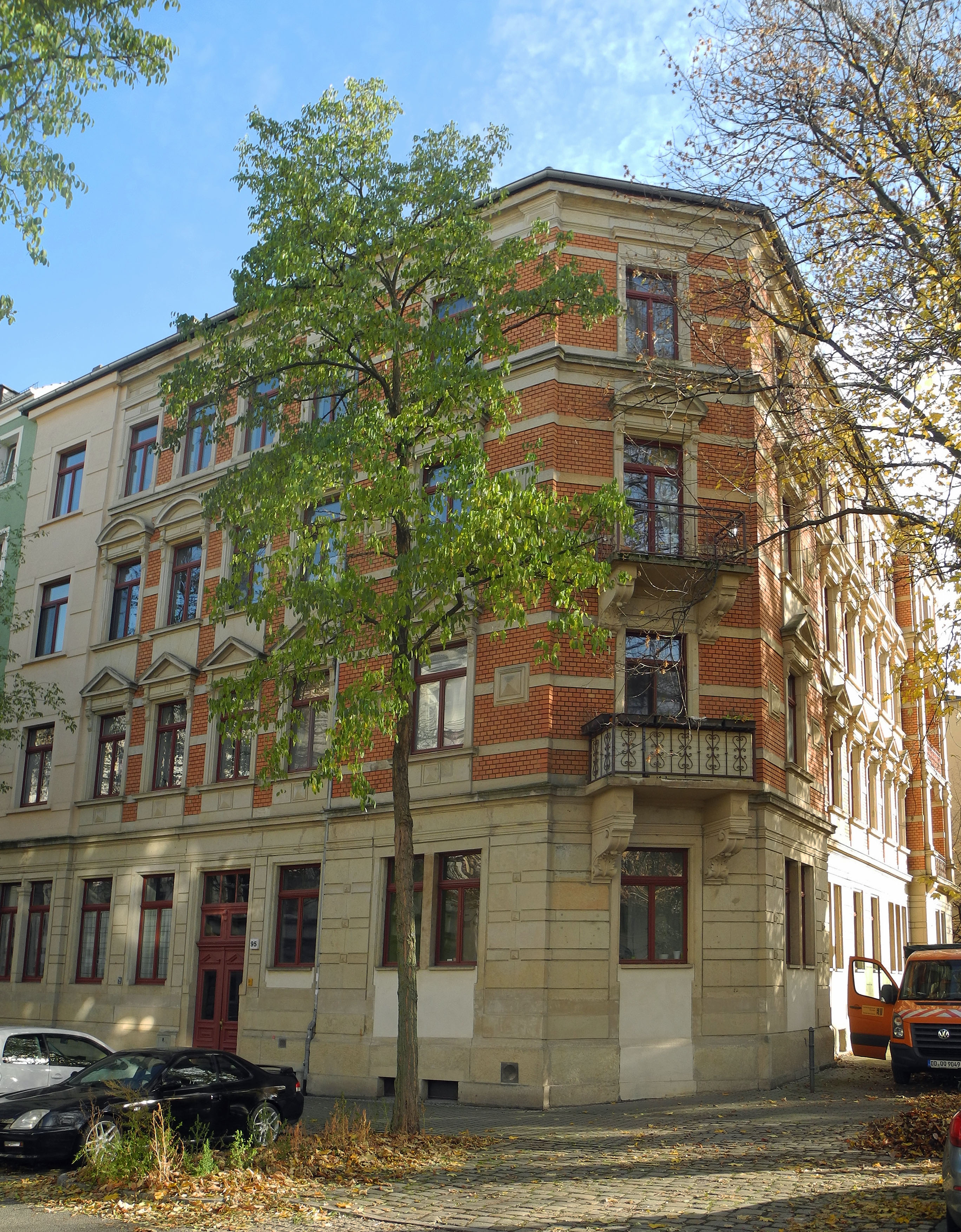
Mietshaus in Dresden, Zwickauer Straße 95
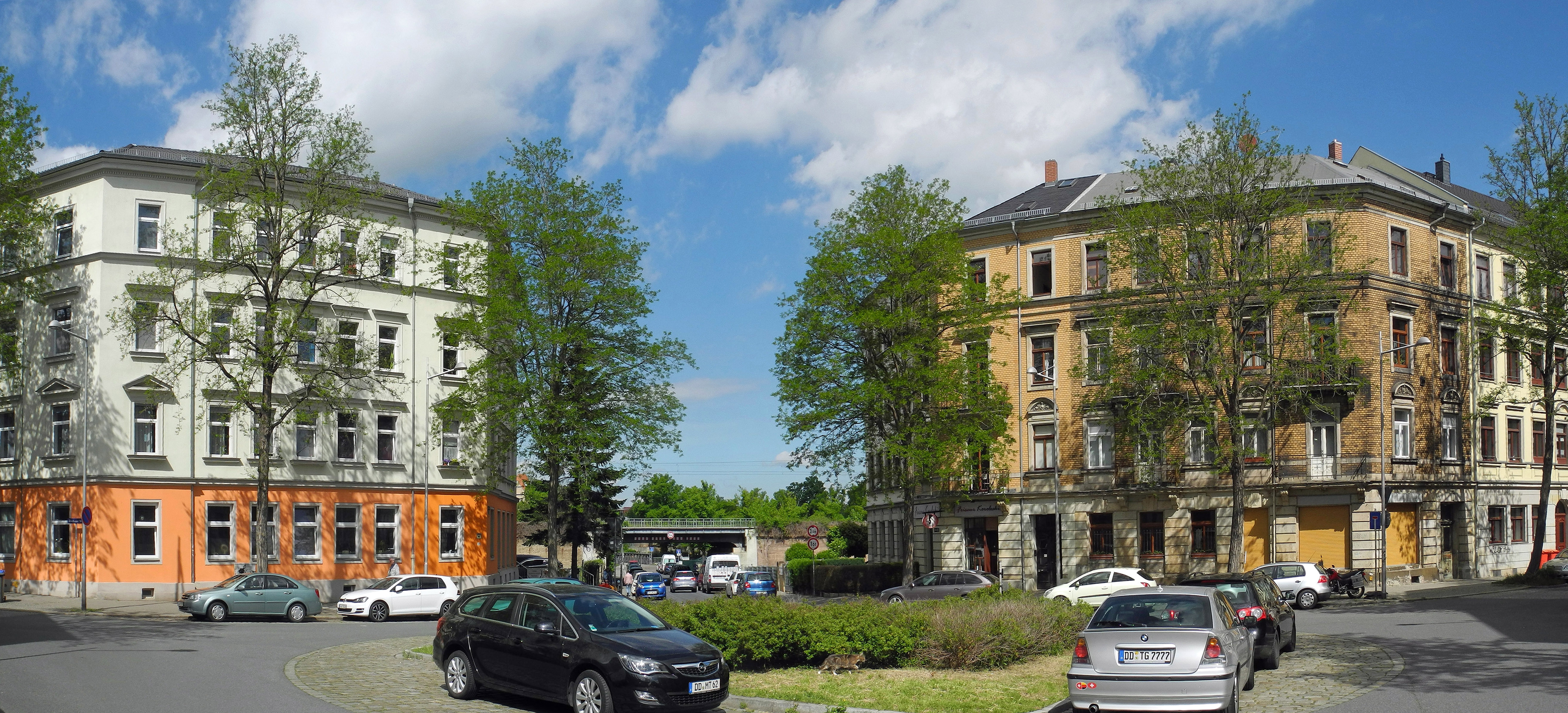
Mietshäuser in Dresden, Zwickauer Straße 138–140
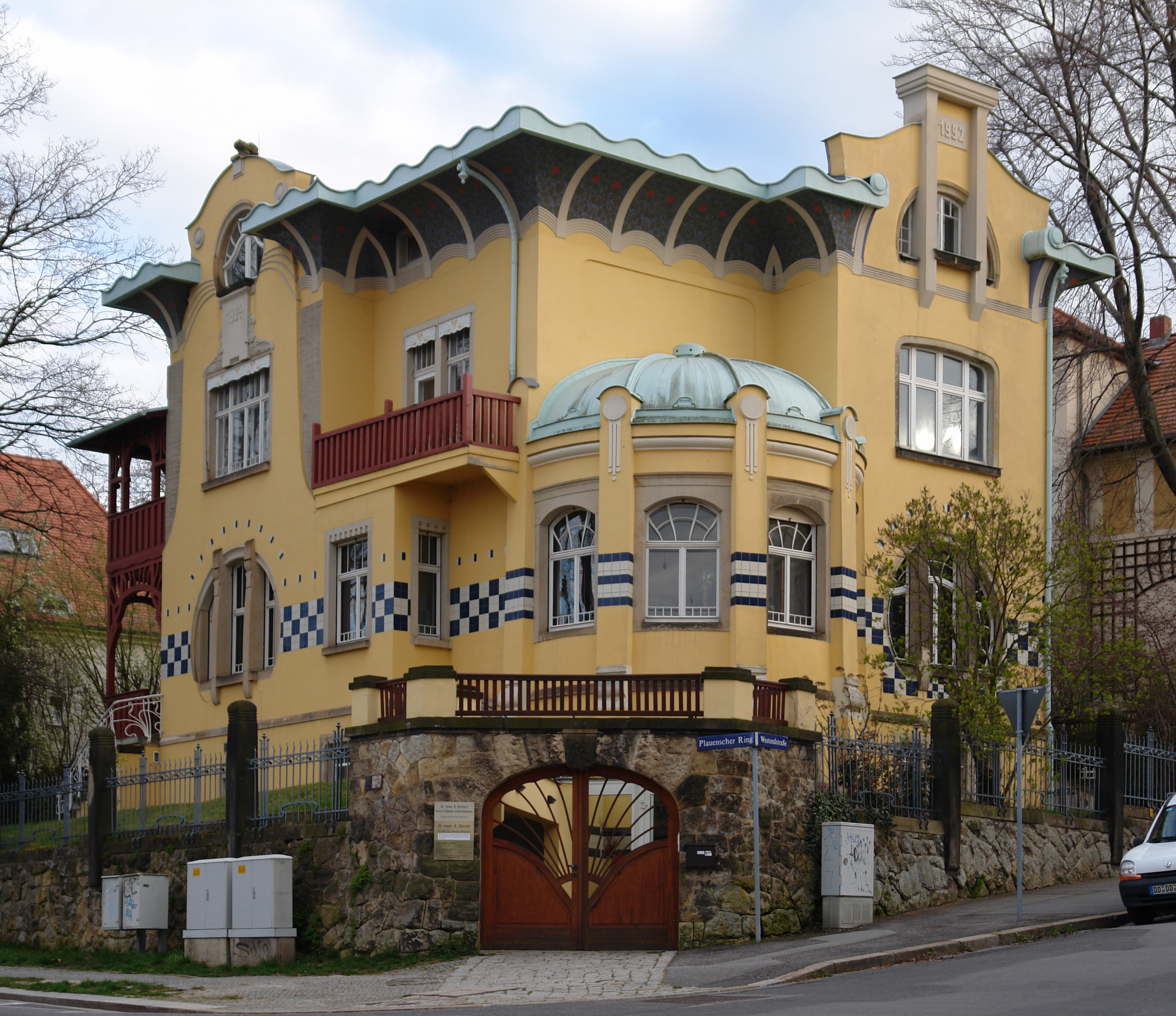
Jugendstilvilla in Dresden-Plauen, Westendstraße 21
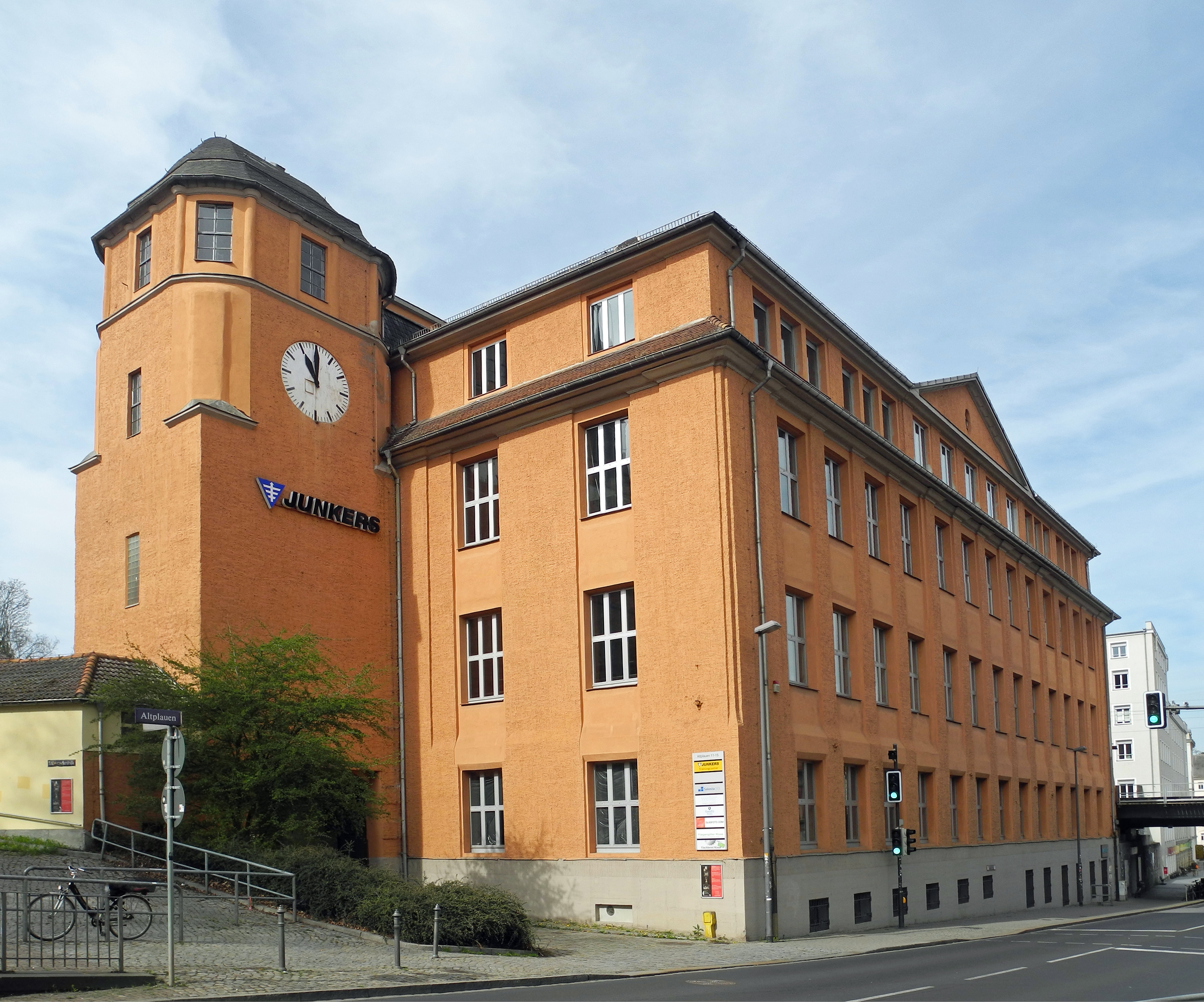
Ehem. Bienertsche Brotfabrik Dresden-Plauen
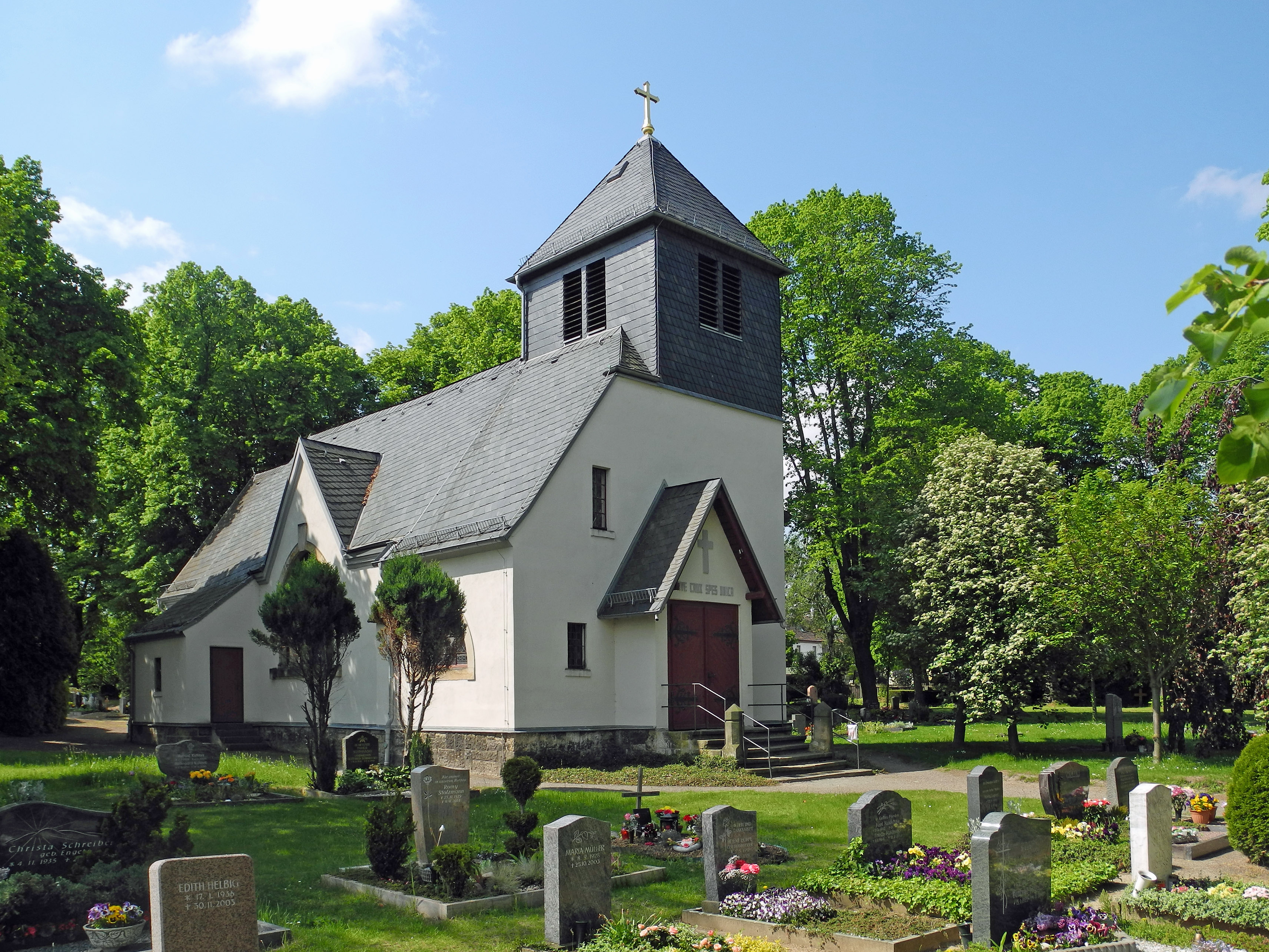
Paul-Gerhardt-Kirche in Dresden-Gittersee